# Puig d'Hivern
El Puig d'Hivern és una muntanya de 622 metres que es troba al municipi d'Aiguamúrcia, a la comarca de l'Alt Camp.